# Jia Xiaoye
Jia Xiaoye (15 marzo 1996) è una schermitrice cinese, specializzata nella sciabola.

## Palmarès
- Campionati asiatici

Bangkok 2018: oro nella sciabola a squadre.